# Campeonato Sudamericano 1937
El Campeonato Sudamericano de Selecciones 1937 fue la 14.ª edición del Campeonato Sudamericano de Selecciones en el cual por decimosegunda vez se ponía en juego la Copa América. A partir de 1937 cuando por primera vez el certamen contó un patrocinador que adquirió los derechos de transmisión y publicidad (la empresa Traffic de San Pablo) por razones de marketing y comercialización —y también porque concluyeron la organización de torneos extraordinarios donde no estaba en juego el trofeo—, la competición pasó a ser denominada Copa América y que es el principal torneo internacional de fútbol por selecciones nacionales en América del Sur. Se desarrolló en Buenos Aires, Argentina, entre el 27 de diciembre de 1936 y el 1 de febrero de 1937. Por tercera vez en la historia la definición del título exigió un partido extra de desempate. En esa ocasión entre Argentina y Brasil que igualaron el primer puesto en cantidad de puntos obtenidos.
Los participantes fueron seis: Argentina, Brasil, Chile, Paraguay, Perú y Uruguay.

## Organización

### Sedes
Los estadios del Club Atlético River Plate, el Club Atlético San Lorenzo de Almagro («El Gasómetro») y el Club Atlético Boca Juniors en Buenos Aires fueron seleccionados como sedes para los partidos del torneo.
| Buenos Aires                                                                                       | Buenos Aires        | Buenos Aires         |
| -------------------------------------------------------------------------------------------------- | ------------------- | -------------------- |
| Estadio Boca Juniors                                                                               | Estadio River Plate | Estadio El Gasómetro |
| Capacidad: 25 000                                                                                  | Capacidad: 40 000   | Capacidad: 75 000    |
| |                     |                      |
| Sedes en la Ciudad de Buenos Aires · Estadio River Plate Estadio El Gasómetro Estadio Boca Juniors |                     |                      |

- Por primera vez se jugaron algunos partidos en horario nocturno y también por vez primera se autorizó el cambio de jugadores durante el partido.

### Árbitros
- Alfredo Vargas.
- Aníbal Tejada.
- Virgílio Antônio Fedrighi.
- José Bartolomé Macías.

## Equipos participantes
| Equipos participantes | Equipos participantes | Equipos participantes |
| --------------------- | --------------------- | --------------------- |
| Argentina             | Brasil                | Chile                 |
| Paraguay              | Perú                  | Uruguay               |

## Resultados

### Posiciones
| Selección | Pts. | PJ | PG | PE | PP | GF | GC | Dif. |
| --------- | ---- | -- | -- | -- | -- | -- | -- | ---- |
| Brasil    | 8    | 5  | 4  | 0  | 1  | 17 | 9  | +8   |
| Argentina | 8    | 5  | 4  | 0  | 1  | 12 | 5  | +7   |
| Uruguay   | 4    | 5  | 2  | 0  | 3  | 11 | 14 | –3   |
| Paraguay  | 4    | 5  | 2  | 0  | 3  | 8  | 16 | –8   |
| Chile     | 3    | 5  | 1  | 1  | 3  | 12 | 13 | –1   |
| Perú      | 3    | 5  | 1  | 1  | 3  | 7  | 10 | –3   |

### Partidos
| 27 de diciembre de 1936                                                                                          | Brasil                                   | 3:2 (2:0) | Perú                           | Estadio El Gasómetro, Buenos Aires                                 |                                                                    |
| | Roberto 7' · Afonsinho 30' · Niginho 57' |           | 55' Fernández · 58' Villanueva | Asistencia: 20 000 espectadores Árbitro(s): Alfredo Vargas (Chile) | Asistencia: 20 000 espectadores Árbitro(s): Alfredo Vargas (Chile) |
| Brasil jugó con el uniforme del Independiente. Perú jugó con el uniforme del San Lorenzo sólo el segundo tiempo. |                                          |           |                                |                                                                    |                                                                    |

| 30 de diciembre de 1936 | Argentina        | 2:1 (2:0) | Chile    | Estadio El Gasómetro, Buenos Aires                                  |                                                                     |
|                         | Varallo 30', 43' |           | 73' Toro | Asistencia: 35 000 espectadores Árbitro(s): Aníbal Tejada (Uruguay) | Asistencia: 35 000 espectadores Árbitro(s): Aníbal Tejada (Uruguay) |

| 2 de enero de 1937 | Uruguay                  | 2:4 (2:3) | Paraguay                                         | Estadio El Gasómetro, Buenos Aires                                             |                                                                                |
|                    | Severino Varela 16', 28' |           | 9', 79' Ortega · 35' González · 38' (pen.) Erico | Asistencia: 35 000 espectadores Árbitro(s): Virgílio Antônio Fedrighi (Brasil) | Asistencia: 35 000 espectadores Árbitro(s): Virgílio Antônio Fedrighi (Brasil) |

| 3 de enero de 1937                            | Brasil                                                                | 6:4 (5:3) | Chile                                      | Estadio Boca Juniors, Buenos Aires                                            |                                                                               |
|                                               | Patesko 2', 26' · Carvalho Leite 6' · Luisinho 35', 40' · Roberto 68' |           | 19' Avendaño · 25', 73' Toro · 40' Riveros | Asistencia: 20 000 espectadores Árbitro(s): José Bartolomé Macías (Argentina) | Asistencia: 20 000 espectadores Árbitro(s): José Bartolomé Macías (Argentina) |
| Brasil jugó con el uniforme del Boca Juniors. |                                                                       |           |                                            |                                                                               |                                                                               |

| 6 de enero de 1937 | Uruguay                                   | 4:2 (2:2) | Perú                           | Estadio El Gasómetro, Buenos Aires                                  |                                                                     |
|                    | Camaití 16' · Varela 31', 56' · Píriz 79' |           | 29' Fernández · 40' Magallanes | Asistencia: 20 000 espectadores Árbitro(s): Aníbal Tejada (Uruguay) | Asistencia: 20 000 espectadores Árbitro(s): Aníbal Tejada (Uruguay) |

| 9 de enero de 1937 | Argentina                                           | 6:1 (3:0) | Paraguay     | Estadio El Gasómetro, Buenos Aires                                 |                                                                    |
|                    | Scopelli 5', 54' · García 8' · Zozaya 33', 75', 82' |           | 86' González | Asistencia: 42 000 espectadores Árbitro(s): Alfredo Vargas (Chile) | Asistencia: 42 000 espectadores Árbitro(s): Alfredo Vargas (Chile) |

| 10 de enero de 1937 | Uruguay | 0:3 (0:1) | Chile                         | Estadio El Gasómetro, Buenos Aires                                            |                                                                               |
| |         |           | 17', 83' Toro · 59' Arancibia | Asistencia: 18 000 espectadores Árbitro(s): José Bartolomé Macías (Argentina) | Asistencia: 18 000 espectadores Árbitro(s): José Bartolomé Macías (Argentina) |
| En este partido se produjo la primera expulsión en la historia de la Copa América, se expulsó al uruguayo Juan Emilio Piriz. |         |           |                               |                                                                               |                                                                               |

| 13 de enero de 1937 | Brasil                                                    | 5:0 (2:0) | Paraguay | Estadio El Gasómetro, Buenos Aires                                            |                                                                               |
|                     | Patesko 31', 67' · Luisinho 42', 51' · Carvalho Leite 59' |           |          | Asistencia: 20 000 espectadores Árbitro(s): José Bartolomé Macías (Argentina) | Asistencia: 20 000 espectadores Árbitro(s): José Bartolomé Macías (Argentina) |

| 16 de enero de 1937 | Argentina  | 1:0 (0:0) | Perú | Estadio El Gasómetro, Buenos Aires                                  |                                                                     |
|                     | Zozaya 55' |           |      | Asistencia: 40 000 espectadores Árbitro(s): Aníbal Tejada (Uruguay) | Asistencia: 40 000 espectadores Árbitro(s): Aníbal Tejada (Uruguay) |

| 17 de enero de 1937 | Paraguay                                   | 3:2 (1:1) | Chile        | Estadio El Gasómetro, Buenos Aires                                  |                                                                     |
|                     | Amarilla 5' · Flor 47' · Núñez Velloso 78' |           | 8', 32' Toro | Asistencia: 12 000 espectadores Árbitro(s): Aníbal Tejada (Uruguay) | Asistencia: 12 000 espectadores Árbitro(s): Aníbal Tejada (Uruguay) |

| 19 de enero de 1937 | Brasil                                       | 3:2 (1:1) | Uruguay                    | Estadio El Gasómetro, Buenos Aires                                            |                                                                               |
|                     | Carvalho Leite 36' · Bahia 72' · Niginho 77' |           | 1' Villadóniga · 66' Píriz | Asistencia: 35 000 espectadores Árbitro(s): José Bartolomé Macías (Argentina) | Asistencia: 35 000 espectadores Árbitro(s): José Bartolomé Macías (Argentina) |

| 21 de enero de 1937                        | Perú            | 2:2 (2:1) | Chile                      | Estadio El Gasómetro, Buenos Aires                                          |                                                                             |
|                                            | Alcalde 1', 26' |           | 16' Torres · 70' Arancibia | Asistencia: 8000 espectadores Árbitro(s): José Bartolomé Macías (Argentina) | Asistencia: 8000 espectadores Árbitro(s): José Bartolomé Macías (Argentina) |
| Perú jugó con el uniforme del San Lorenzo. |                 |           |                            |                                                                             |                                                                             |

| 23 de enero de 1937 | Argentina                | 2:3 (0:1) | Uruguay                               | Estadio El Gasómetro, Buenos Aires                                 |                                                                    |
|                     | Varallo 63' · Zozaya 68' |           | 5' Ithurbide · 51' Píriz · 58' Varela | Asistencia: 60 000 espectadores Árbitro(s): Alfredo Vargas (Chile) | Asistencia: 60 000 espectadores Árbitro(s): Alfredo Vargas (Chile) |

| 24 de enero de 1937 | Perú        | 1:0 (1:0) | Paraguay | Estadio River Plate, Buenos Aires                                 |                                                                   |
|                     | 43' Lavalle |           |          | Asistencia: 8000 espectadores Árbitro(s): Aníbal Tejada (Uruguay) | Asistencia: 8000 espectadores Árbitro(s): Aníbal Tejada (Uruguay) |

| 30 de enero de 1937 | Argentina  | 1:0 (0:0) | Brasil | Estadio El Gasómetro, Buenos Aires                                  |                                                                     |
|                     | García 48' |           |        | Asistencia: 65 000 espectadores Árbitro(s): Aníbal Tejada (Uruguay) | Asistencia: 65 000 espectadores Árbitro(s): Aníbal Tejada (Uruguay) |

### Final
| 1 de febrero de 1937 | Argentina             | 2:0 (0:0, 0:0) (t. s.) | Brasil | Estadio El Gasómetro, Buenos Aires |                           |
| | De la Mata 102', 112' |                        |        | Árbitro(s): Aníbal Tejada          | Árbitro(s): Aníbal Tejada |
| El partido terminó en las primeras horas del 2 de febrero de 1937 (casi a las 2:00 a. m. del día siguiente) debido a dos tremendas broncas descomunales por parte de los jugadores de ambas selecciones ocurridas en el primer tiempo, lo cual llevó a una primera paralización que duró 40 min., y luego de una segunda paralización que duró varios minutos, lo cual llevó al árbitro a finalizar el primer tiempo cuando todavía faltaban jugarse 6 min. de juego de partido oficial. |                       |                        |        |                                    |                           |

|                                           |
| Bandera de Argentina                      |
| Campeón Argentina 5.º título (5.º trofeo) |

### Goleadores

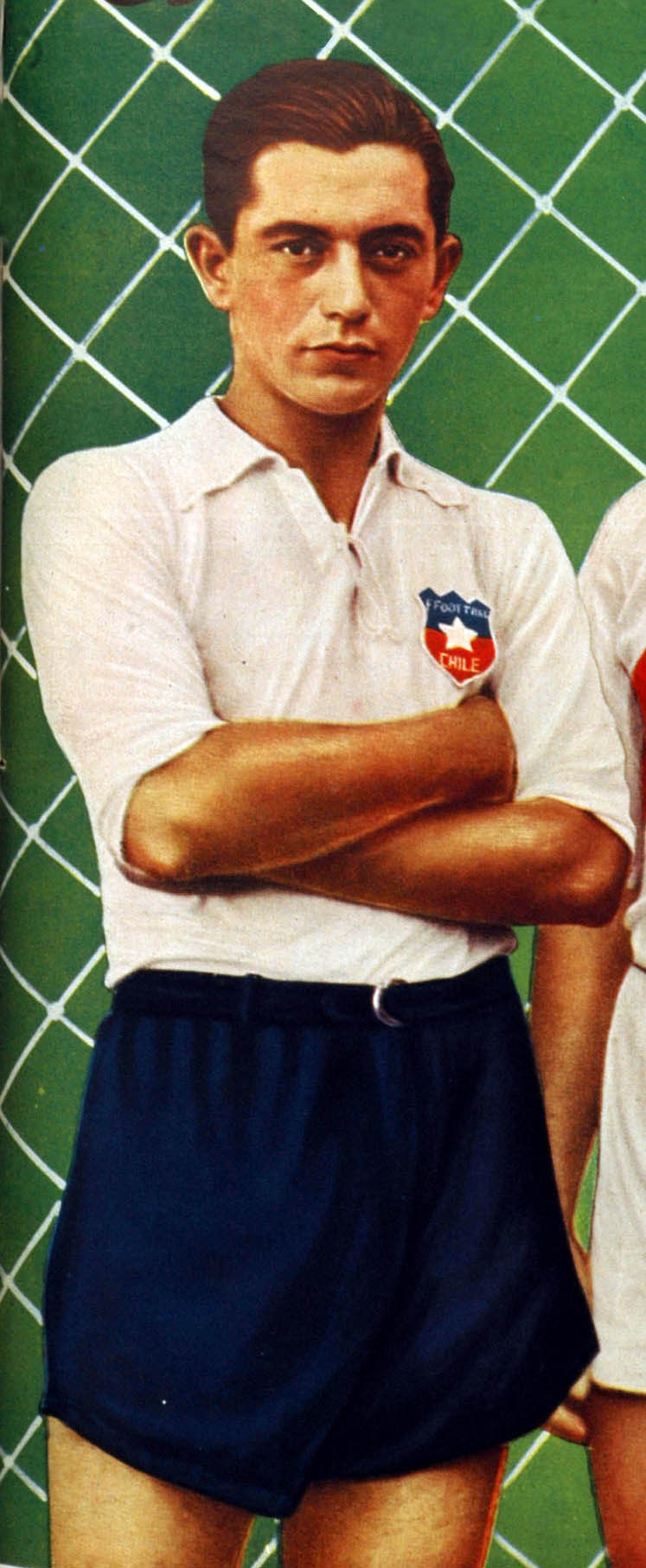
Raúl Toro fue el goleador del torneo.

7 goles
- Raúl Toro

5 goles
- Alberto Zozaya
- Severino Varela

4 goles
- Luisinho
- Patesko

3 goles
- Francisco Varallo
- Carvalho Leite
- Juan Píriz

2 goles
- Vicente de la Mata
- Enrique García
- Alejandro Scopelli
- Niginho
- Roberto
- Aurelio González
- Amadeo Ortega
- Teodoro Fernández
- Jorge Alcalde

1 gol
- Afonsinho
- Bahia
- Manuel Arancibia
- José Avendaño
- Arturo Carmona
- Guillermo Riveros
- Guillermo Torres
- Juan Amarilla
- Adolfo Erico
- Martín Flor
- Raúl Núñez Velloso
- Alejandro Villanueva
- Adelfo Magallanes
- José María Lavalle
- Adelaido Camaití
- Eduardo Ithurbide
- Segundo Villadóniga

### Mejor jugador del torneo
- Vicente de la Mata.[7]